# Simpson Harris Morgan
Simpson Harris Morgan (* 1821 im Rutherford County, Tennessee; † 15. August 1864 in Monticello, Arkansas) war ein US-amerikanischer Jurist, Plantagenbesitzer und Politiker. Der US-Senator Albert B. Fall (1861–1944) war sein Schwiegersohn. Die konföderierten Kongressabgeordneten Augustus Hill Garland (1832–1899) und Rufus King Garland (1830–1886) waren seine Schwager.

## Werdegang
Simpson Harris Morgan wurde ungefähr sechs Jahre nach dem Ende des Britisch-Amerikanischen Krieges im Rutherford County geboren und wuchs dort auf. Über seine Jugendjahre ist nichts bekannt. Er zog dann 1844 mit R.K. Clark von Shelbyville (Tennessee) nach Texas. Dort praktizierte er als Anwalt zuerst in Paris (Lamar County) und zuletzt in Clarksville (Red River County). In der Folgezeit erwarb er in mehreren Counties Land und wurde schnell einer der prominentesten Bürger der Stadt. Am 7. September 1852 heiratete er in die Familie Garland aus dem Lafayette County (Arkansas) ein. Seine Ehefrau verstarb aber kurz danach am 1. März 1853. Danach heiratete er 1859 eine junge Frau namens Laura aus Tennessee. In der Volkszählung von 1860 wird Morgan mit seiner Ehefrau und einem einmonatigen Kind aufgeführt. Morgan war ein Eisenbahn-Promoter und wurde Präsident der Memphis, El Paso and Pacific Railway, einem Vorläufer der Texas and Pacific. Im November 1863 besiegte er William Bacon Wright (1830–1895) bei seiner Kandidatur für den zweiten Konföderiertenkongress. Morgan saß in folgenden zwei Ausschüssen: Committee on Impressments und Judiciary Committee. Er besuchte nur eine Session und nahm selten an Debatten teil. Obwohl er entschieden gegen die Sondersteuer auf landwirtschaftliche Produkte war, unterstützte er in der Regel die Administration von Jefferson Davis (1808–1889). In diesem Zusammenhang stimmte er für die Stärkung der Kriegsbefugnisse der Zentralregierung. Auf seinem Rückweg nach Richmond (Virginia) wegen der zweiten Session zog sich Morgan bei Monticello (Arkansas) eine Lungenentzündung zu, an welcher er am 15. Dezember 1864 verstarb. Sein Leichnam wurde nach Clarksville überführt und dann auf dem Familienfriedhof auf seiner Plantage beigesetzt (heute Simpson H. Morgan Memorial Park). Sein Grab ist heute unmarkiert, mit Ausnahme eines Rohrzauns, welcher seine Grabstelle umschließt.